# Världskulturmuseerna

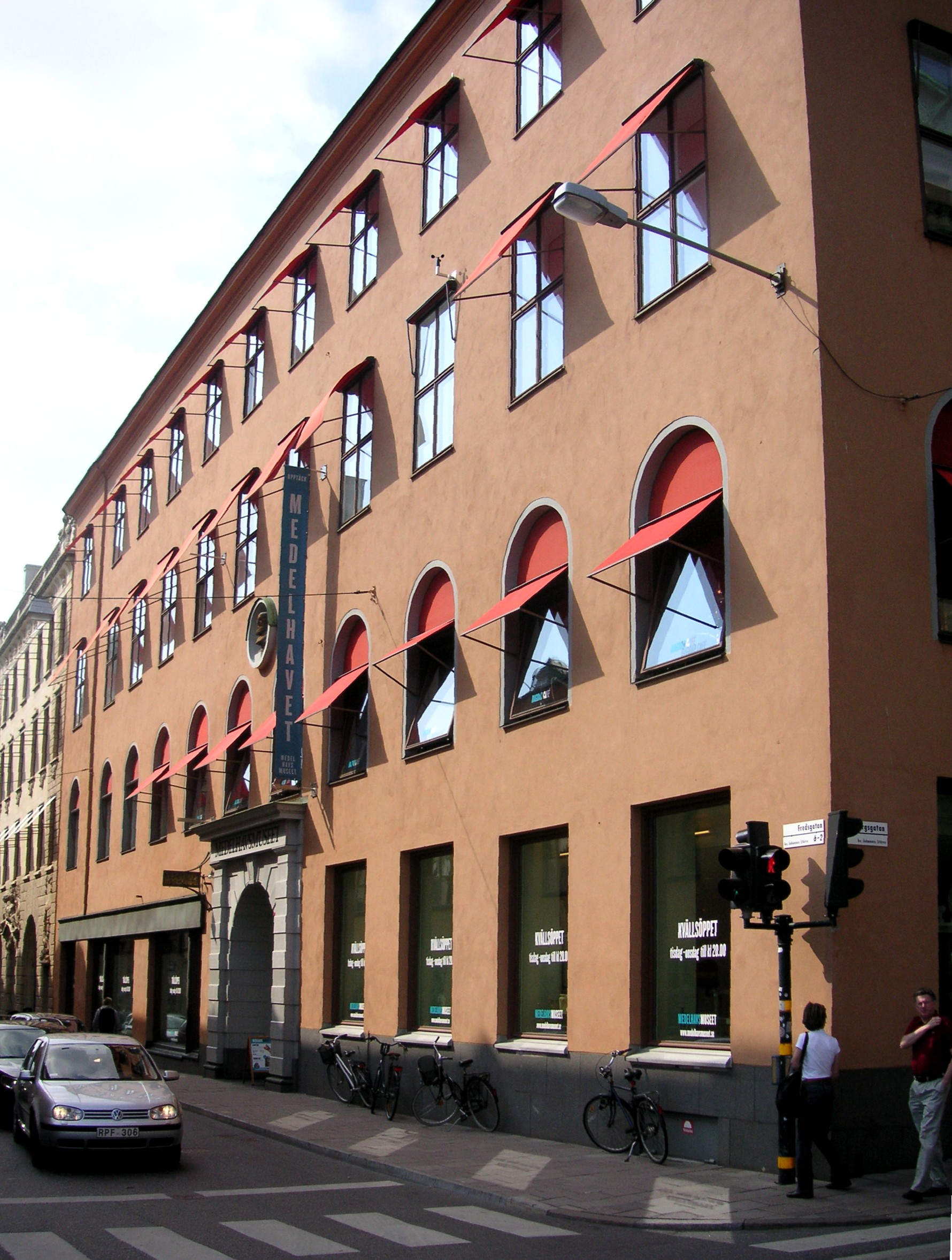
Medelhavsmuseet, Stockholm

Die Världskulturmuseerna, die Staatlichen Museen für Weltkultur (National Museums of World Culture) in Schweden, wurden 1999 durch Zusammenlegung von vier vormals unabhängigen Museen gebildet. Dies sind das Etnografiska Museet, das Medelhavsmuseet und das Östasiatiska Museet in Stockholm sowie das Världskulturmuseet in Göteborg.

## Generaldirektoren

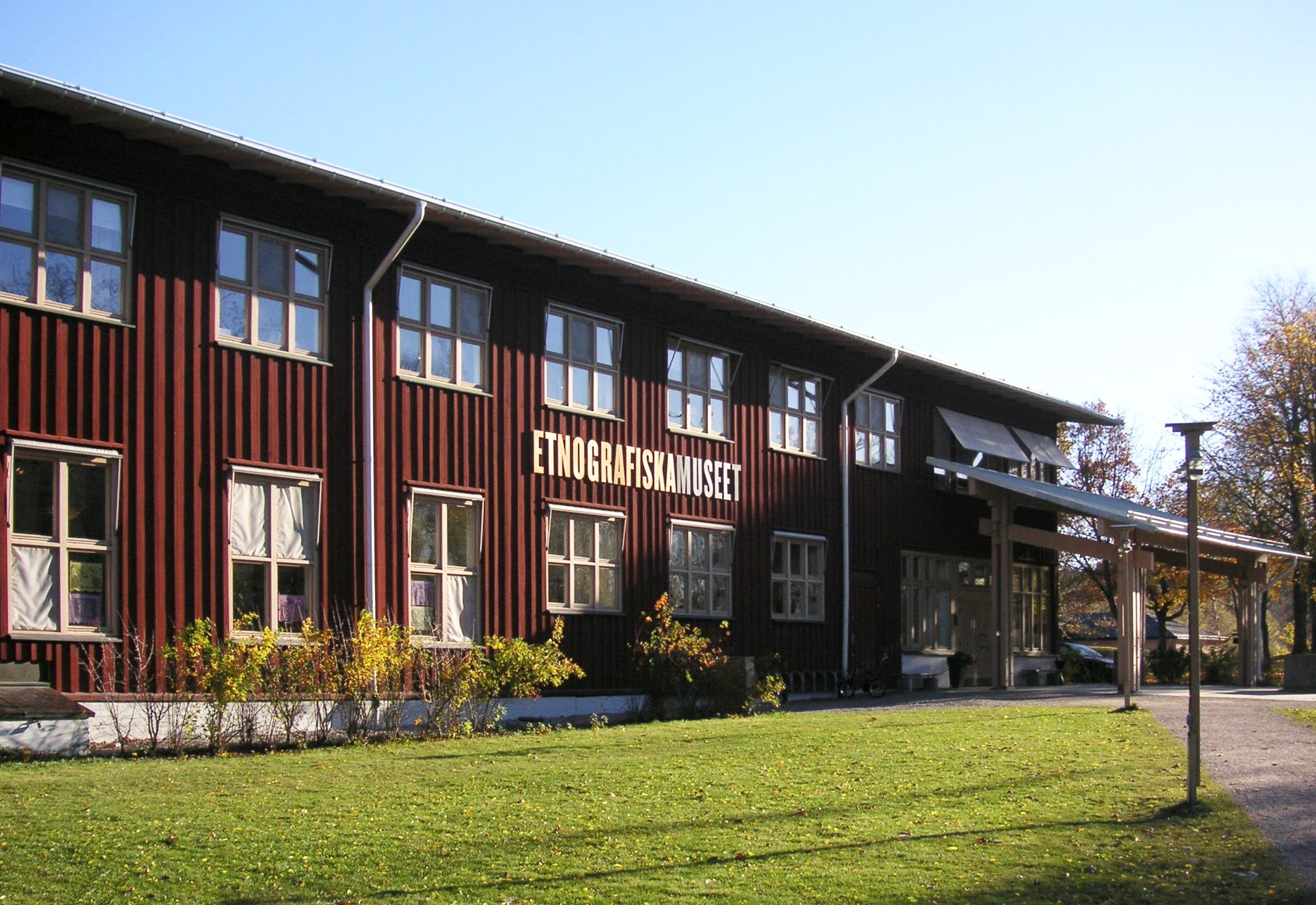
Etnografiska Museet, Stockholm

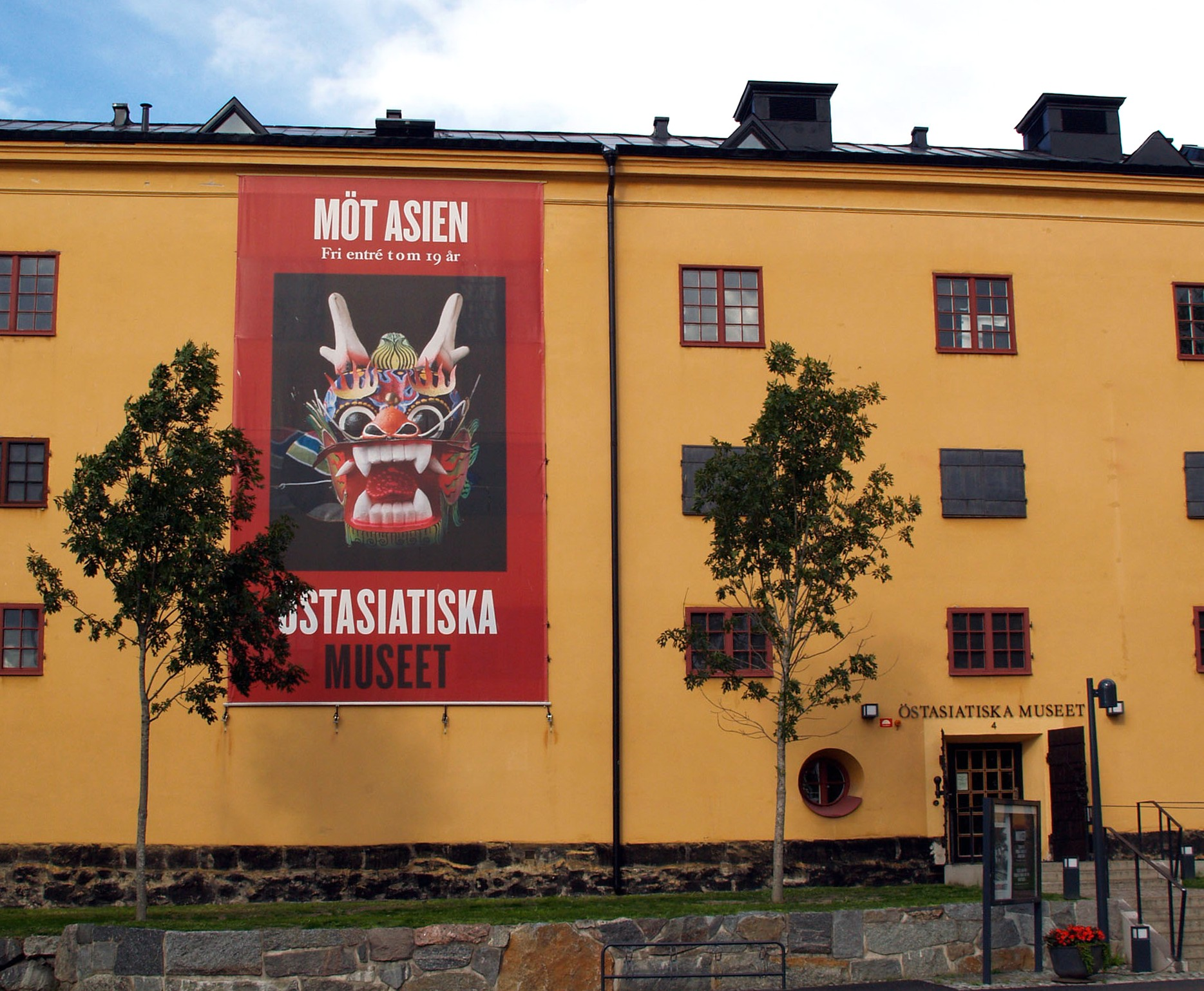
Östasiatiska Museet, Stockholm

- seit 2015 Ann Follin
- 2010–2015 Sanne Houby-Nielsen
- 2008–2010 Göran Blomberg
- 2002–2008 Eva Gesang-Karlström
- 1999–2002 Thommy Svensson

## Sammlungen
Die Sammlungen der Världskulturmuseerna umfassen mehr als 460.000 Objekte und rund eine Million Film- und Bilddokumente. Hinzu kommt eine Sammlung an Tondokumenten. Die Bibliothek mit mehr als 200.000 Einträgen, die sich auf die vier Teilmuseen verteilt.
Die Objektsammlungen sind fast vollständig in der online abrufbaren Datenbank erfasst. Hier sind auch die digitalisierten Fotos, Archivalien und Inventarbücher abrufbar. Die Världskultumuseerna stellen Daten zu ihren Sammlungen an verschiedenen Orten zur Verfügung.